# Тодор Зрно Поповић
Тодор Зрно Николин Поповић, негде се спомиње и као Тодор Зрнов Поповић, био је црногорски јунак током Ослобођења Црне Горе од Турака. Посекао је турског бимбашу на Вучјем Долу. Био је официр црногорске војске и отац Крстa Поповића, вође Божићног устанка. 
У серији Божићни устанак његов лик тумачио је Младен Нелевић. Његов потомак Данило Поповић је његов револвер поклонио Предрагу Бошковићу, бившем министру одбране Црне Горе.